# Сандже-Баші
Сандже-Баші (перс. سنجه باشي) — село в Ірані, у дегестані Бакерабад, в Центральному бахші, шахрестані Магаллат остану Марказі. За даними перепису 2006 року, його населення становило 17 осіб, що проживали у складі 5 сімей.

## Клімат
Середня річна температура становить 13,80°C, середня максимальна – 32,25°C, а середня мінімальна – -8,10°C. Середня річна кількість опадів – 195 мм.
| Клімат поселення                              | Клімат поселення | Клімат поселення | Клімат поселення | Клімат поселення | Клімат поселення | Клімат поселення | Клімат поселення | Клімат поселення | Клімат поселення | Клімат поселення | Клімат поселення | Клімат поселення | Клімат поселення |
| Показник                                      | Січ.             | Лют.             | Бер.             | Квіт.            | Трав.            | Черв.            | Лип.             | Серп.            | Вер.             | Жовт.            | Лист.            | Груд.            |                  |
| Середній максимум, °C                         | 9,65             | 11,60            | 16,42            | 22,04            | 26,38            | 30,86            | 32,25            | 31,55            | 28,01            | 22,11            | 16,00            | 9,83             |                  |
| Середня температура, °C                       | 0,78             | 2,72             | 7,54             | 13,15            | 17,49            | 21,97            | 25,96            | 25,26            | 21,72            | 15,82            | 9,73             | 3,55             |                  |
| Середній мінімум, °C                          | −8,1             | −6,17            | −1,35            | 4,27             | 8,62             | 13,10            | 19,67            | 18,97            | 15,41            | 9,52             | 3,43             | −2,75            |                  |
| Норма опадів, мм                              | 33               | 31               | 36               | 24               | 15               | 2                | 1                | 1                | 0                | 8                | 18               | 26               |                  |
| Середньомісячна швидкість вітру, м/с          | 1.36             | 2.03             | 2.73             | 2.88             | 2.69             | 2.54             | 2.56             | 2.38             | 2.20             | 2.24             | 1.52             | 1.35             |                  |
| Середньомісячна сонячна радіація, кДж/м²·день | 9793             | 13098            | 15501            | 18813            | 22664            | 26764            | 25882            | 24447            | 21372            | 15987            | 11540            | 9494             |                  |
| --------------------------------------------- | ---------------- | ---------------- | ---------------- | ---------------- | ---------------- | ---------------- | ---------------- | ---------------- | ---------------- | ---------------- | ---------------- | ---------------- | ---------------- |
| Джерело:                                      |                  |                  |                  |                  |                  |                  |                  |                  |                  |                  |                  |                  |                  |